# Port lotniczy Colonel Hill
Port lotniczy Colonell Hill – port lotniczy zlokalizowany w mieście Colonel Hill, na wyspie Crooked Island (Bahamy).